# Midnight Believer
| 전문가 평가              | 전문가 평가 |
| 평가 점수                | 평가 점수   |
| 출처                     | 점수        |
| ------------------------ | ----------- |
| Allmusic                 | [ 1 ]       |
| Christgau's Record Guide | B           |

《Midnight Believer》는 1978년에 발매된 미국의 블루스 음악가 B.B. 킹의 스물다섯 번째 스튜디오 음반이다. 또한 이 음반에는 더 크루세이더스가 수록되어 있다. 《Midnight Believer》는 《빌보드》 톱 R&B 음반 차트에서 27위로 올랐다.

## 평가
미국에서는 종합 음반 차트인 빌보드 200에서 124위에 올랐고, 《빌보드》 R&B 음반 차트에서는 27위를 기록했다. 《빌보드》 R&B 싱글 차트에서는 〈Never Make a Move Too Soon〉이 19위, 〈I Just Can't Leave Your Love Alone〉이 90위에 달했다.
빌 달은 올뮤직에서 5점 만점에 3점을 주며 "킹과 더 크루세이더스가 약간 펑키한, 그리고 컨템퍼러리한 스타일로 섞여 있다"고 평했다. 《롤링 스톤》의 2015년 기획 B.B. 킹의 가장 위대한 10곡에는 본작부터의 〈Never Make a Move Too Soon〉도 포함돼 있다.

## 곡 목록
모든 곡들은 특별한 언급이 없는 한 윌 제닝스와 조 샘플에 의해 작사/작곡하였다.
| #  | 제목                                              | 작사·작곡           | 재생 시간 |
| -- | ------------------------------------------------- | ------------------- | --------- |
| 1. | 〈When It All Comes Down (I'll Still Be Around)〉 |                     | 4:11      |
| 2. | 〈Midnight Believer〉                             |                     | 4:59      |
| 3. | 〈I Just Can't Leave Your Love Alone〉            |                     | 4:18      |
| 4. | 〈Hold On (I Feel Our Love Is Changing)〉         |                     | 4:10      |
| 5. | 〈Never Make a Move Too Soon〉                    | 스틱스 후퍼, 제닝스 | 5:29      |
| 6. | 〈A World Full of Strangers〉                     |                     | 4:23      |
| 7. | 〈Let Me Make You Cry a Little Longer〉           |                     | 5:49      |